# Kanu
Victor Hugo Soares dos Santos (Duque de Caxias, 7 de março de 1997), conhecido como Kanu, é um futebolista brasileiro que atua como zagueiro. Atualmente, joga pelo Bahia.

## Carreira

### Início
Nascido em Duque de Caxias, no Rio de Janeiro, Kanu iniciou sua trajetória nas categorias de base do Flamengo entre 2011 e 2012. Em 2013, transferiu-se para as categorias de base do Vasco da Gama, antes de chegar ao Botafogo em 2014, onde permaneceu até 2017.

### Botafogo
Em 2018, Kanu foi promovido ao elenco profissional do Botafogo. Em 2020, tornou-se titular da equipe, participando de 49 jogos na temporada.
Em 2021, participou da campanha do Campeonato Brasileiro Série B, quando o Botafogo retornou à primeira divisão. Durante sua passagem pelo clube carioca, disputou 138 partidas e marcou 6 gols.
Em 2019, foi emprestado à Cabofriense, mas não atuou pelo clube.

### Bahia
Em 2023, Kanu foi emprestado ao Bahia, fazendo sua estreia em janeiro daquele ano em partida contra a Juazeirense, pelo Campeonato Baiano.
Após o período de empréstimo, foi contratado em definitivo pelo Bahia.
Na temporada 2023, disputou 33 partidas pelo Campeonato Brasileiro, marcando 1 gol e recebendo 9 cartões amarelos. Em 2024, participou de 30 jogos na competição nacional.
Em 2025, até maio, havia disputado 16 partidas pelo clube, marcando 2 gols em competições como Libertadores, Série A, Baiano e Copa do Nordeste.
Em abril de 2025, sofreu lesão em três músculos da panturrilha e no tendão de Aquiles durante partida contra o Mirassol, necessitando de cirurgia.

## Características
Com 1,85 m de altura e 73 kg, Kanu atua preferencialmente com o pé direito. Até maio de 2025, era o jogador do elenco do Bahia com mais minutos em campo na temporada: 1.318.

## Títulos
Botafogo
- Campeonato Brasileiro Série B: 2021[5]

Bahia
- Campeonato Baiano: 2023, 2025[5]

## Estatísticas

### Clubes
Atualizado até 18 de maio de 2025.
| Clube          | Temporada      | Campeonatos | Campeonatos | Copas | Copas | Continental | Continental | Total | Total |
| Clube          | Temporada      | Jogos       | Gols        | Jogos | Gols  | Jogos       | Gols        | Jogos | Gols  |
| -------------- | -------------- | ----------- | ----------- | ----- | ----- | ----------- | ----------- | ----- | ----- |
| Botafogo       | 2018           | 1           | 0           | 0     | 0     | 0           | 0           | 1     | 0     |
| Botafogo       | 2019           | 3           | 0           | 0     | 0     | 0           | 0           | 3     | 0     |
| Botafogo       | 2020           | 49          | 0           | 0     | 1     | 0           | 0           | 49    | 1     |
| Botafogo       | 2021           | 50          | 0           | 0     | 1     | 0           | 0           | 50    | 1     |
| Botafogo       | 2022           | 35          | 4           | 0     | 0     | 0           | 0           | 35    | 4     |
| Botafogo       | Total          | 138         | 4           | 0     | 2     | 0           | 0           | 138   | 6     |
| Bahia          | 2023           | 33          | 1           | 17    | 0     | 0           | 0           | 50    | 1     |
| Bahia          | 2024           | 30          | 0           | 20    | 2     | 0           | 0           | 50    | 2     |
| Bahia          | 2025*          | 2           | 0           | 8     | 0     | 6           | 2           | 16    | 2     |
| Bahia          | Total          | 65          | 1           | 45    | 2     | 6           | 2           | 116   | 5     |
| Carreira total | Carreira total | 203         | 5           | 45    | 4     | 6           | 2           | 254   | 11    |

*Em andamento